# T1-ruimte
In de topologie en andere gerelateerde deelgebieden van de wiskunde zijn T1-ruimten en R0-ruimten bijzondere soorten van topologische ruimten. De T1- en R0-eigenschappen zijn voorbeelden van scheidingsaxiomas.

## Definities
Laat X een topologische ruimte zijn en laat x en y punten in X zijn. We zeggen dat x en y kunnen worden gescheiden als elk punt deel uitmaakt van een open verzameling die het andere punt niet bevat. 
- X is een T1-ruimte als elke twee "verschillende" punten in X kunnen worden gescheiden.
- X is een R0-ruimte als elke twee topologisch onderscheiden punten in X kunnen worden gescheiden.

Een T1-ruimte wordt ook wel een toegankelijke ruimte of Fréchet-ruimte en een R0-ruimte wordt ook wel een symmetrische ruimte genoemd. (De term Fréchet-ruimte heeft ook een heel andere betekenis in de functionaalanalyse. Om deze reden geeft men voorkeur aan de term T1-ruimte. Er bestaat ook een notie van een Fréchet-Urysohn-ruimte als een soort van sequentiële ruimte. De term symmetrische ruimte heeft ook een andere betekenis).